# Анна фон Мекленбург
Анна фон Мекленбург (на немски: Anna von Mecklenburg; * 14 септември 1485 в Плау ам Зее; † 12 май 1525 в Рьоделхайм, Франкфурт на Майн) е принцеса от Мекленбург и чрез женитби ландграфиня на Хесен и графиня на Золмс-Лаубах.
Тя е дъщеря на херцог Магнус II фон Мекленбург (1441 – 1503) и съпругата му принцеса София Померанска (1460 – 1504), дъщеря на херцог Ерих II от Померания-Волгаст († 1474). Тя се брои към 13-а генерация на мекленбургската княжеска фамилия.
На 20 октомври 1500 г. Анна се омъжва за ландграф Вилхелм II фон Хесен (1469 – 1509). Тя е втората му съпруга. През 1504 г. Вилхелм се разболява от сифилис, поради което през 1506 г. той предава управлението на специално назначен регентски съвет. Изолиран заради силно заразната си болест, Вилхелм II умира на 11 юли 1509 г., а Анна поема регентството на син им Филип I, както Вилхелм II е определил в завещанието си от 1508 г.
Анна фон Мекленбург и Вилхелм II фон Хесен имат три деца:
- Елизабет (* 4 март 1502, † 6 декември 1557), омъжена за херцог Йохан от Саксония (1498 – 1537), син на херцог Георг Брадати
- Магдалена (* 18 юли 1503, † 10 септември 1504)
- Филип I Великодушни (* 13 ноември 1504, † 31 март 1567), ландграф на Хесен, женен първоначално за Кристина Саксонска (1505 – 1549), а от 1540 г. – за Маргарета фон дер Заале (1522 – 1566)

На 7 септември 1519 г. Анна се омъжва за 23-годишния граф Ото фон Золмс-Лаубах (1496 – 1522), който умира след три години. Двамата имат три деца:
- Мария (1520 – 1522)
- Фридрих Магнус (1521 – 1561), регент, 1548 г. граф на Золмс-Лаубах
- Анна (1522 – 1594), омъжена 1540 г. в Рьомхилд за граф Лудвиг Казимир фон Хоенлое-Нойенщайн (1517 – 1568)